# Alfaroa colombiana
Alfaroa colombiana är en valnötsväxtart som beskrevs av G. Lozano-c., J. Hern, ández-c. och S. Espinal-t. Alfaroa colombiana ingår i släktet Alfaroa och familjen valnötsväxter. Inga underarter finns listade i Catalogue of Life.